# Matt Haimovitz

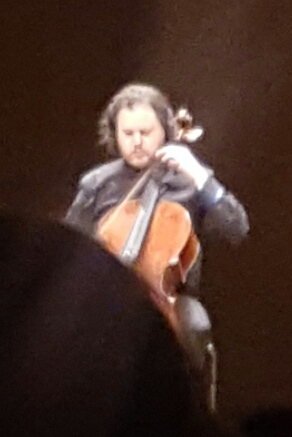
Matt Haimovitz

Matt Haimovitz  (geb. 3. Dezember 1970 in Bat Yam, Israel) ist ein Cellist, klassischer Komponist, Hochschullehrer und Musikproduzent, der mittlerweile in den USA und in Montreal, Kanada lebt. Er spielt überwiegend ein Cello von Matteo Goffriller aus dem Jahre 1710.

## Herkunft, Familie und frühe Jahre
Haimowitz’ Eltern, Meir and Marlena Haimowitz, kamen aus Rumänien nach Israel, wo Matt Haimovitz geboren wurde. Als er fünf Jahre alt war, wanderte die Familie in die USA nach Palo Alto, Kalifornien aus.
Ab dem siebten Lebensjahr erhielt Haimovitz Cello-Unterricht bei Irene Sharp in Kalifornien und zwei Jahre später bei Gábor Rejto. Als Haimovitz zwölf Jahre alt war, entdeckte ihn Itzhak Perlman während eines music camps in Santa Barbara und vermittelte den Kontakt zu Leonard Rose. Um seine Studien bei Rose an der Juilliard School fortsetzen zu können, zog seine Familie 1983 nach New York.
Im Februar 1985 konzertierte Haimovitz gemeinsam mit Zubin Mehta und dem Israel Philharmonic Orchestra, das in Ton und Bild aufgezeichnet im israelischen Fernsehen ausgestrahlt wurde und als Karrieredurchbruch angesehen wird. 1986 folgten eine Amerika-Tournee mit Mehta und dem Orchester sowie Konzerte mit dem New York Philharmonic Orchestra. In der Folge trat Haimovitz mit einer großen Anzahl namhafter Orchester und Dirigenten weltweit auf. 1987 schloss Haimovitz einen Exklusivvertrag mit der Deutschen Grammophon Gesellschaft, bei der in der Folge eine Reihe von beachteten Aufnahmen, auch außerhalb des Standard-Repertoires, erschienen sind.
Haimovitz ist mit der Komponistin Luna Pearl Woolf verheiratet, das Paar hat zwei Töchter.

## Weitere Karriere
Nach dem B.A.-Abschluss am Harvard College 1996 magna cum laude und mit dem Ende des Vertrages mit der Deutschen Grammophon wendete sich Haimovitz zunehmend Werken und Aufführungsformen zu, die nicht innerhalb der üblichen Standards von klassischen Musikern liegen. So fand eine Tournee im Jahre 2002 erhebliche Beachtung, bei der Haimovitz unter anderem Johann Sebastian Bachs Cello-Suiten in Nachtclubs, Restaurants und anderen, für diese Art von Musik äußerst unüblichen Orten in einer Vielzahl von größeren und kleineren Städten in den USA aufführte. Es folgte 2003 seine Anthem tour, in der er eine größere Anzahl von amerikanischen Kompositionen an ähnlichen Orten aufführte, darunter auch seine Interpretation von Jimi Hendrix’ bekannter Improvisation über The Star-Spangled Banner. Eine solche Solointerpretation hatte zuvor der deutsche Musikkabarettist Matthias Deutschmann ebenfalls am Cello auf die Bühne gebracht. Haimovitz war indes der allererste Musiker der klassischen Musikszene der im Punk-Musikclub CBGB in Manhattan ein Live-Konzert geben durfte. Der Auftritt wurde von ABC News für deren Sendung Nightline UpClose mitgeschnitten und im US-Fernsehen gesendet.
Im Jahr 1999 gründeten Haimovitz und Ehefrau in Montreal mit Oxingale Records ihr eigenes Plattenlabel und veröffentlichten dort eigene Aufnahmen und die Aufnahmen anderer Künstler.
Bis 2004 unterrichtete Haimovitz an der University of Massachusetts in Amherst, an der Schulich School of Music der McGill University in Montreal sowie im Rahmen der Domaine Forget Academy, nahe Québec.

## Diskographie
| Veröffentlichungsjahr | Album | Label                      |
| --------------------- | --- | -------------------------- |
| 1989                  | Saint-Saens: Cello Concertos / Bruch: Kol Nidrei / Lalo: Concerto for Violoncello and Orchestra in D Minor                           | Deutsche Grammophon        |
| 1990                  | Haydn, C.P.E. Bach, Boccherini: Cello Concertos                                                                                      | Deutsche Grammophon        |
| 1992                  | Suites and Sonatas for Solo Cello - Reger: Suite in G major, Op. 131c/1; Crumb: Sonata; Britten: Suite No. 1, Op. 72; Ligeti: Sonata | Deutsche Grammophon        |
| 1995                  | Trios with Rob Wasserman | GRP Records                |
| 1995                  | The 20th Century Cello | Deutsche Grammophon        |
| 1997                  | The 20th Century Cello Volume 2 | Deutsche Grammophon        |
| 1999                  | Portes Ouvertes: The 20th Century Cello Volume 3                                                                                     | Deutsche Grammophon        |
| 1999                  | Undertree | Oxingale Records           |
| 2000                  | Bach: 6 Suites for Cello Solo | Oxingale Records           |
| 2001                  | Lemons Descending | Oxingale Records           |
| 2002                  | The Rose Album | Oxingale Records           |
| 2003                  | Anthem | Oxingale Records           |
| 2003                  | Haydn: The Cello Concertos; Mozart: Cello Concerto                                                                                   | Transart Live              |
| 2003                  | Hyperstring Trilogy | Oxingale Records           |
| 2004                  | Please Welcome... Matt Haimovitz | Oxingale Records           |
| 2004                  | Epilogue | Oxingale Records           |
| 2005                  | Goulash! | Oxingale Records           |
| 2006                  | Mozart the Mason | Oxingale Records           |
| 2006                  | Apres Moi, le Deluge | Oxingale Records           |
| 2007                  | David Sanford & the Pittsburgh Collective: Live at the Knitting Factory                                                              | Oxingale Records           |
| 2007                  | After Reading Shakespeare | Oxingale Records           |
| 2007                  | VinylCello | Oxingale Records           |
| 2008                  | J.S. Bach Goldberg Variations | Oxingale Records           |
| 2008                  | Odd Couple | Oxingale Records           |
| 2009                  | Figment | Oxingale Records           |
| 2010                  | Meeting of the Spirits | Oxingale Records           |
| 2011                  | Shuffle.Play.Listen (gemeinsam mit Christopher O’Riley, Piano)                                                                       | Oxingale Records           |
| 2011                  | Matteo: 300 Years of Italian Cello                                                                                                   | Oxingale Records           |
| 2012                  | Paul Moravec: Northern Lights Electric                                                                                               | BMOP/sound                 |
| 2012                  | Laura Elise Schwendinger: Three Works                                                                                                | Albany Music Distribution  |
| 2013                  | Glass: Cello Concerto No. 2 "Naqoyqatsi"                                                                                             | Orange Mountain Music      |
| 2013                  | Luna Perl Woolf: Angel Heart – A Music Storybook, nach Texten von Cornelia Funke                                                     | Oxingale Records           |
| 2014                  | Akoka: Reframing Oliver Messiaen's Quartet for the End of Time                                                                       | Oxingale Records           |
| 2015                  | Beethoven, Period. (gemeinsam mit Christopher O’Riley, Piano)                                                                        | Oxingale Records/Pentatone |
| 2015                  | Orbit | Oxingale Records/Pentatone |
| 2015                  | J.S. Bach The Cello Suites According to Anna Magdalena                                                                               | Oxingale Records/Pentatone |
| 2018                  | Isang Yun: Cello Concerto, Glissées - "Sunrise Falling"                                                                              | Oxingale Records/Pentatone |

## Auszeichnungen
- 1986: Avery Fisher Career Grant[4]
- 1991: Grand Prix du Disque und Diapason d’or[4]
- 1999: Premio Internazionale der Accademia Musicale Chigiana[4]
- 2004: Trailblazer Award des American Music Center für seine weitreichenden Beiträge zur US-amerikanischen Musik[4]
- 2006: Concert Music Award der ASCAP für seine Förderung lebender Komponisten und seinen Pioniergeist[4]